# Малашок Віталій Андрійович
Віта́лій Андрі́йович Малашок — сержант Збройних сил України.

## Короткий життєпис
Навчався у Національному університеті ім. Тараса Шевченка, полишив на 5 курсі. Працював охоронцем у супермаркеті мережі «Велика Кишеня».
Призваний за мобілізацією у січні 2015-го до навчального центру «Десна». З 9 березня служив у зоні бойових дій. Заступник командира бойової машини — навідник-оператор 2-го відділення 3-го взводу 6-ї роти 2-го механізованого батальйону, 30-та окрема механізована бригада.
22 травня 2015-го загинув під час мінометного обстрілу, який вели терористи по ротному опорному пункту українських сил села Розсадки в Артемівському районі. За іншими даними, загинув під час бойових дій поблизу смт Троїцьке (Луганська область) від гострої крововтрати, відкритої рани грудної клітини та вибухової травми.
Без Віталія залишились мама, дружина, 18-річна донька. Похований 27 травня 2015-го в селі Ясногородка Вишгородського району.

## Нагороди
За особисту мужність і героїзм, виявлені у захисті державного суверенітету та територіальної цілісності України, вірність військовій присязі під час російсько-української війни, відзначений — нагороджений
- 13 серпня 2015 року — орденом «За мужність» III ступеня (посмертно).